# پگاسیستمز
پگاسیستمز (انگلیسی: Pegasystems) شرکت نرم‌افزار آمریکایی است، که در سال ۱۹۸۳ تأسیس شد.